# Peperomia egleri
Peperomia egleri är en pepparväxtart som beskrevs av Truman George Yuncker. Peperomia egleri ingår i släktet peperomior, och familjen pepparväxter. Inga underarter finns listade i Catalogue of Life.